# Esomus danrica
Esomus danrica — вид коропоподібних риб родини Данієві (Danionidae).

## Поширення
Вид зустрічається у передгір'ях Гімалаїв на півночі Індії, у Непалі, а також у Пакистані, Бангладеш та Шрі-Ланці.

## Опис
Риба має витягнуте тіло сріблястого забарвлення з чорною бічною лінією та золотистими плавцями. Вусики досягають до анального плавця. Риба завдовжки до 13 см.

## Спосіб життя
Це бентопелагічний вид, як правило, зустрічається в ставках, водосховищах, канавах і струмках. Живиться комахами, близькими до поверхні води і надає перевагу добре аерованій воді. Вид також був знайдений в солонуватій воді.